# Batesanthus pseudopalpus
Batesanthus pseudopalpus är en oleanderväxtart som beskrevs av Venter och R.L.Verh.. Batesanthus pseudopalpus ingår i släktet Batesanthus och familjen oleanderväxter. Inga underarter finns listade i Catalogue of Life.